# Babiana tubulosa
Babiana tubulosa är en irisväxtart som först beskrevs av Nicolaas Laurens Nicolaus Laurent Burman, och fick sitt nu gällande namn av Ker Gawl. Babiana tubulosa ingår i släktet Babiana och familjen irisväxter. Inga underarter finns listade i Catalogue of Life.

## Bildgalleri

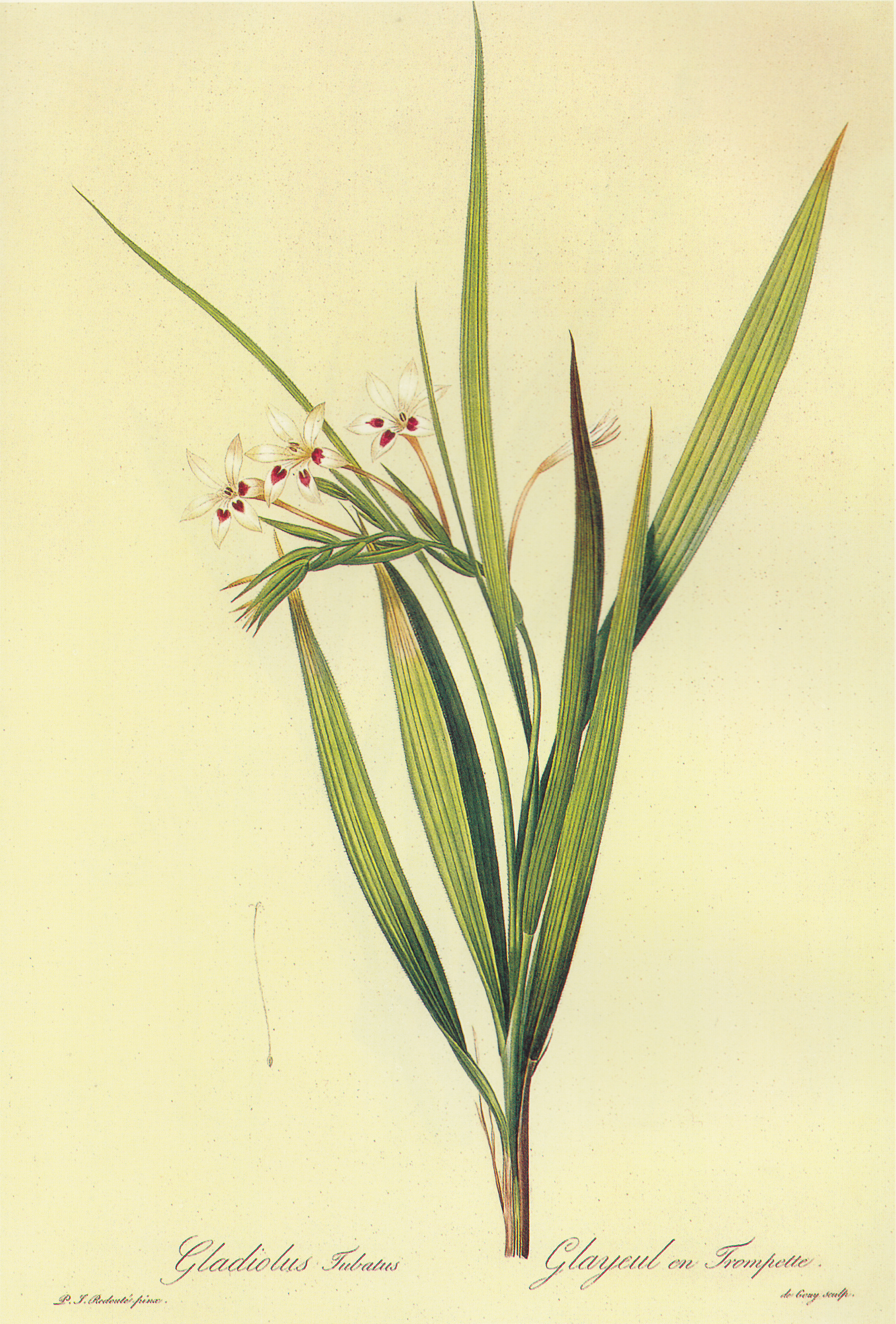
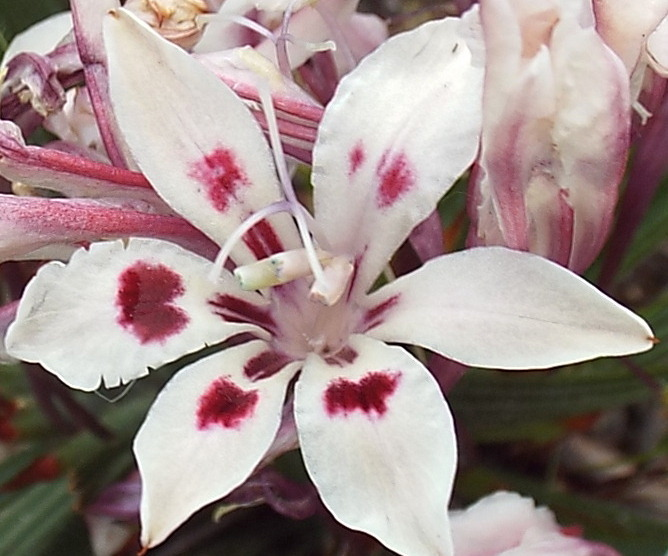